# Entre chiens et loups (bande originale)
Entre chiens et loups est la bande originale du film homonyme d'Alexandre Arcady. L'album CD sort le 11 septembre 2002. 
Philippe Sarde compose la musique du film et Johnny Hallyday interprète deux chansons.

## Autour de l'album
Référence Originale : EMI Music France 542229 2 4

## Les titres
| No  | Titre                                   | Auteur                         | Durée |
| --- | --------------------------------------- | ------------------------------ | ----- |
| 1.  | Entre chiens et loups (Johnny Hallyday) | Félix Gray                     | 4:23  |
| 2.  | Marie                                   | Philippe Sarde                 | 4:56  |
| 3.  | Un monde à part (Johnny Hallyday)       | Félix Gray                     | 3:19  |
| 4.  | On est vivant !                         | Philippe Sarde                 | 5:36  |
| 5.  | Bucharesti Romania                      | Philippe Sarde                 | 1:16  |
| 6.  | Antoine, mon fils                       | Philippe Sarde                 | 1:49  |
| 7.  | Morphine                                | Xavier Jamaux                  | 2:23  |
| 8.  | FSOG (cut mix)                          |                                | 3:33  |
| 9.  | Aya Guellid moulana (Allaoua Zerrouki)  | Allaoua Zerrouki               | 4:27  |
| 10. | Les Carpates                            | Philippe Sarde                 | 2:10  |
| 11. | Ultime rendez-vous                      | Philippe Sarde                 | 4:43  |
| 12. | Retour à Paris                          | Philippe Sarde                 | 2:55  |
| 13. | Bastia airport                          | Philippe Sarde - Xavier Jamaux | 4:04  |